# Asandalum cervinum
Asandalum cervinum är en mångfotingart som först beskrevs av Karl Wilhelm Verhoeff 1899.  Asandalum cervinum ingår i släktet Asandalum och familjen knöldubbelfotingar. Inga underarter finns listade i Catalogue of Life.